# Dürrsee
Der Dürrsee ist ein Gebirgssee im Tal des Seebaches, einem Zubringer des Stübmingbaches, Steiermark.
Er liegt südlich des Steirischen Seeberges unweit der Mariazeller Straße und wird vom Seebach durchflossen. Der kleine, idyllische See ist von Wäldern umrahmt und bietet eine großartige Aussicht auf die Aflenzer Staritzen.